# Сан-Блас (Наярит)
Сан-Блас (исп. San Blas) — город в Мексике, входит в штат Наярит. Является центром одноимённого муниципалитета. Население составляет 8707 человек. Город расположен на берегу Тихого океана, благодаря чему известен как один из важных туристических центров штата.
Местность приобрела важное значение во второй половине XVIII века в рамках повышения влияния Испании в Тихоокеанском регионе Северной Америки: в 1768 году здесь поселилось более сотни семей во главе с францисканцем Хуниперо Серрой, были основаны военно-морская крепость с корабельной верфью и католическая миссия. В течение нескольких десятилетий из Сан-Бласа отправлялись экспедиции для исследования северо-западного побережья Северной Америки.